# Trigonia paniculata
Trigonia paniculata är en tvåhjärtbladig växtart som beskrevs av Johannes Eugen ius Bülow Warming. Trigonia paniculata ingår i släktet Trigonia och familjen Trigoniaceae. Inga underarter finns listade i Catalogue of Life.